# Шёлтозерский вепсский этнографический музей

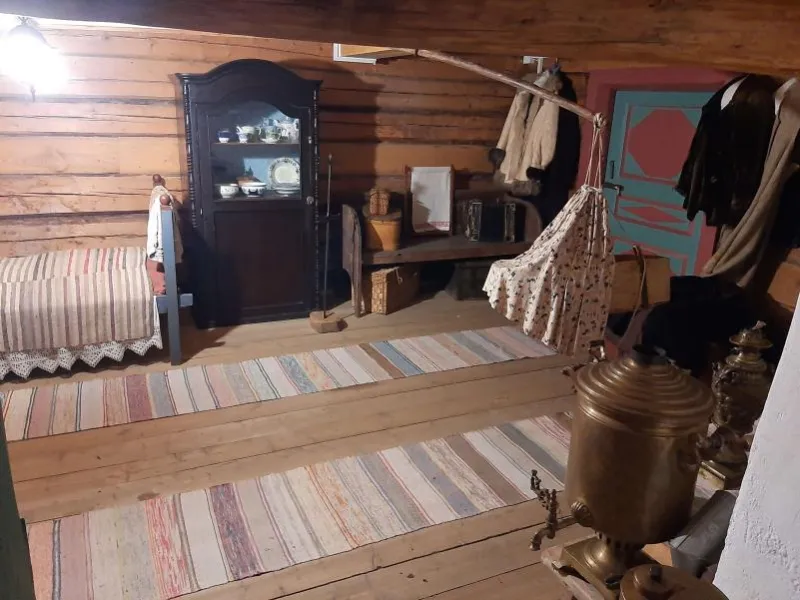
Вепсский музей в Шёлтозеро, показывающий традиционный дом и предметы традиционного быта

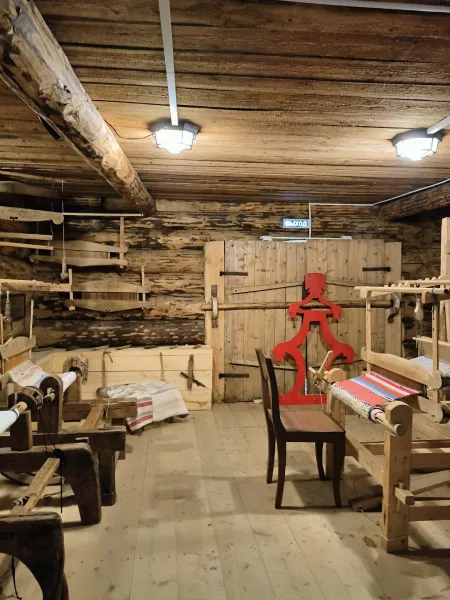
Вепсский музей в Шёлтозеро, показывающий традиционный дом и предметы традиционного быта

Шёлтозе́рский ве́псский этнографи́ческий музе́й имени Рюрика Петровича Лонина  (вепс. Vepsän kul’turan muzei, Šoutjärven vepsläine etnografine muzei) — музей, представляющий материальную и духовную культуру вепсов, филиал Карельского государственного краеведческого музея.
Основан в 1967 году по инициативе краеведа Рюрика Лонина. В 1967—1980 годах музей имел статус народного, в 1980 году музей стал отделом, а с 1987 года — филиалом Карельского государственного краеведческого музея. Расположен в вепсском селе Шёлтозере Прионежского района Республики Карелия. В 1967 году открылся в здании Шёлтозерской библиотеки, затем располагался в здании интерната на Гористой улице, 16, а с 1991 года находится в доме Мелькина, памятнике деревянного зодчества начала XIX века. Здание музея представляет собой дом местного зажиточного крестьянина Мелькина.
Фонды музея насчитывают более 7 тысяч предметов этнографического характера. Основная часть музейного фонда собрана в вепсских деревнях и сёлах Карелии (Рыбрека, Шокша и Шёлтозеро), Ленинградской и Вологодской областей.
В музее представлены тематические разделы: «История, быт и хозяйство прионежских вепсов», «Интерьер крестьянской избы конца XIX—начала XX веков», «Хозяйственный двор», а также выставка «Культура современных вепсов».